# Kriegerwitwe

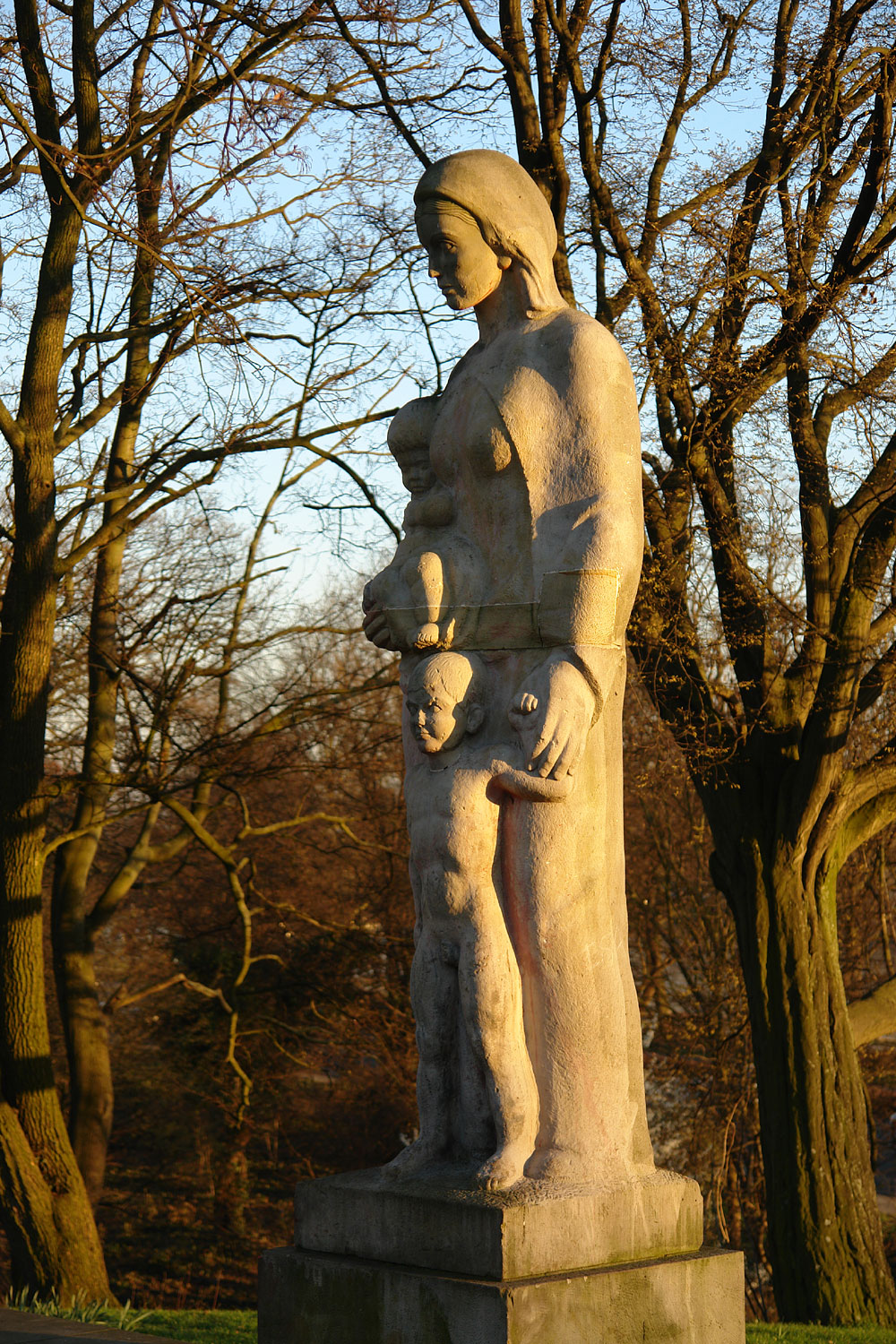
Ernst Gorsemann (1886–1960), Skulptur Kriegerwitwe: „Mutter und Kinder“, Bremer Wallanlagen

Kriegerwitwe (auch Kriegswitwe) ist eine Bezeichnung für eine Witwe, deren Mann im Krieg gefallen ist. Nach dem Zweiten Weltkrieg gab es in Deutschland etwa eine Million Kriegerwitwen als Hinterbliebene beider Weltkriege. Sie galten als bedürftig; viele von ihnen mussten für ihre Kinder sorgen. Weil sie bei einer Wiederverheiratung ihre Rente verloren hätten, heirateten viele Kriegerwitwen ihren neuen Partner nicht (sogenannte Onkelehe).

## Erster Weltkrieg

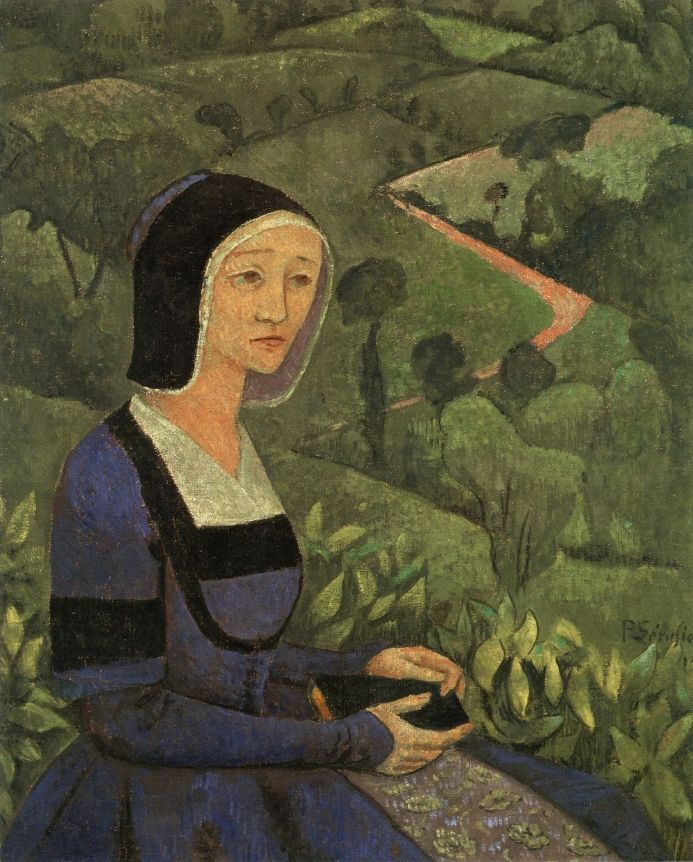
Paul Sérusier (1864–1927), Kriegerwitwe, 1919

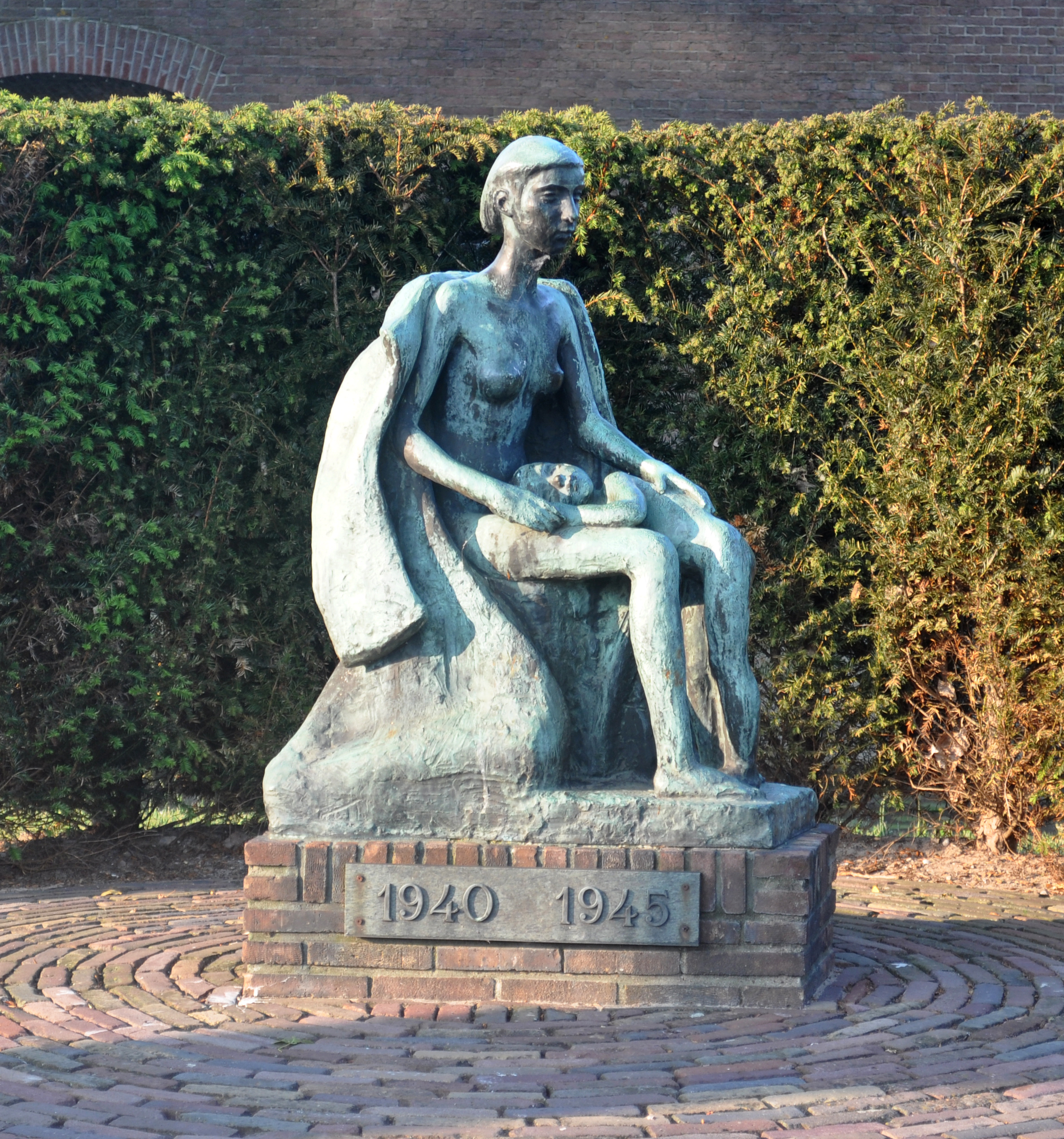
Die 1956 von Lidi van Mourik Broekman in Weesp geschaffene Skulptur Witwe mit Kind (weduwe met kind) erinnert an die Kriegswitwen des Zweiten Weltkriegs in den Niederlanden.

Nach dem Ersten Weltkrieg regelte das Militärhinterbliebenengesetz vom 17. Mai 1907 die Versorgung der Kriegerwitwen in Deutschland. Stief- und uneheliche Halbwaisenkinder wurden im Gesetz zunächst nicht berücksichtigt. 
Im Krieg getraute Frauen erhielten, wenn ihr Ehemann innerhalb von drei Monaten gefallen war, kein sogenanntes Witwengeld. Frauen, die in dieser Zeit schwanger geworden waren, erhielten keine Bezüge als alleinerziehende Mutter. Das Gesetz sah ferner vor, dass die Versorgung von Offizierswitwen nach den Regeln für Pensionen berechnet wurde. Die Witwen von Mannschaftsdienstgraden dagegen erhielten pauschal jährlich maximal 540 Mark, bei Unteroffizieren 600 und bei Feldwebeln (später immer auch abhängig von der Anzahl der Kinder) 900 Mark. Hinzu kam für die Frauen noch eine sogenannte Kriegsversorgung. Die kommentierende Literatur spricht von einer „perfiden Ungerechtigkeit“ der komplizierten Regelungen, weil die Hinterbliebenenversorgung nur aufgrund des Dienstgrads der im Krieg Gefallenen berechnet wurde und nicht nach deren Zivilstand.

## Zweiter Weltkrieg
Das Wehrmachtsfürsorge und -Versorgungsgesetz vom 26. August 1938 regelte die Versorgung der Soldaten der Wehrmacht. Dem Inhalt nach hielt es sich an die überkommenen Traditionen. Die Versorgung der Unteroffiziere wurde jedoch jener der Offiziere angeglichen. Mit der bedingungslosen Kapitulation von 1945 hat die deutsche Wehrmacht zu bestehen aufgehört. Damit waren auch alle öffentlich-rechtlichen Dienstverhältnisse der aktiven Berufssoldaten erloschen. Das Grundgesetz griff diese Problematik in Art. 131 auf. Das Gesetz zur Regelung der Rechtsverhältnisse der unter Artikel 131 des Grundgesetzes fallenden Personen vom 11. Mai 1951 gewährte den Betroffenen Versorgungsansprüche eigener Art.
Nach dem Zweiten Weltkrieg, in dem etwa 5,3 Millionen deutsche Soldaten fielen, gehörten in Westdeutschland zu den Kriegerwitwen (einschließlich der Hinterbliebenen des Ersten Weltkrieges) etwa eine Million Frauen. Sie wurden einerseits von den Ämtern als Bedürftige angesehen, die über private Angelegenheiten Auskunft geben mussten. Andererseits hatten sie aber auch für ihre Kinder zu sorgen.
Zu Anfang der 1950er Jahre übernahm die zentralisierte Kriegsopferversorgung auf höherer Verwaltungsebene die Versorgung der Kriegerwitwen. Das Bundesfamilienministerium propagierte zu dieser Zeit die sogenannte Normalfamilie, in der die Witwen aber nicht zu integrieren waren, denn sie sollten, entsprechend dem damaligen Frauenbild „Enthaltsamkeit“ und Zurückhaltung üben, auch in Bezug auf das Arbeitsleben.
Ein weiteres Problem aus der Sicht der Ämter stellten die sogenannten Onkelehen dar, in denen ein Mann in nichtehelicher Partnerschaft mit einer Witwe lebte, um deren staatliche Versorgung nicht zu gefährden. Sollte die Kriegerwitwe eine neue Ehe eingehen, so hat sie mit Ablauf des Monats, in dem sie heiratet, keinen Versorgungsanspruch mehr. Sie erhält stattdessen eine Abfindung in Höhe des Fünfzigfachen der in diesem Monat zustehenden Grundrente. Sollte die neue Ehe für nichtig erklärt oder aufgelöst werden, lebt der Versorgungsanspruch wieder auf (§ 44 BVG).